# Aptandra zenkeri
Aptandra zenkeri är en tvåhjärtbladig växtart som beskrevs av Adolf Engler. Aptandra zenkeri ingår i släktet Aptandra och familjen Aptandraceae. Inga underarter finns listade i Catalogue of Life.